# Sandro Silva
Sandro Laurindo da Silva, más conocido como Sandro Silva (Río de Janeiro, 29 de abril de 1984). Es un jugador brasileño que juega de mediocentro defensivo en el Vasco da Gama.
En su primera temporada en el Málaga CF pasó desapercibido. Fue titular con el técnico Jesualdo Ferreira, pero tras la destitución de éste y la llegada de Manuel Pellegrini, pasó a desempeñar un papel de revulsivo, saliendo desde el banquillo para contener y mantener resultados favorables. A pesar de las escasas oportunidades de las que ha dispuesto, sus buenas actuaciones en las últimas jornadas ligueras parecen haber condicionado a que realice la pretemporada con el conjunto andaluz con vísperas a su continuidad la próxima temporada en un conjunto que pretende realizar un salto de calidad importante.
En julio de 2011, Sandro Silva fue cedido por el Málaga CF al Sport Club Internacional de Porto Alegre, donde estará en principio durante una temporada. Luego de estar un año en el equipo, lo vuelven a ceder, esta vez al Cruzeiro Esporte Clube.

## Historial
- Campeón del Campeonato Regional de Río de Janeiro con Botafogo (2010)
- Primer clasificado de la Primera Fase del Campeonato Paulista (2009)
- Participó con el Palmeiras en la Copa Libertadores (2009)

## Trayectoria
| Club                     | País   | Año         | Partidos | Goles |
| ------------------------ | ------ | ----------- | -------- | ----- |
| Portuguesa FC            | Brasil | 2006        | 4        | 0     |
| Ceará SC                 | Brasil | 2006        | 14       | 0     |
| Remo                     | Brasil | 2007        | 20       | 0     |
| Mirassol FC              | Brasil | 2008        | 16       | 0     |
| SE Palmeiras             | Brasil | 2008-2009   | 43       | 2     |
| Botafogo FR              | Brasil | 2010        | 6        | 0     |
| Málaga CF                | España | 2010- 2011  | 27       | 0     |
| Sport Club Internacional | Brasil | 2011 - 2012 | 0        | 0     |
| Cruzeiro Esporte Clube   | Brasil | 2012        | 0        | 0     |
| Vasco da Gama            | Brasil | 2013 -      | 0        | 0     |

## Títulos
Remo:
- Campeonato Paraense: 2007

Botafogo:
- Campeonato Carioca: 2010